# 피피누스 2세 (아키텐)

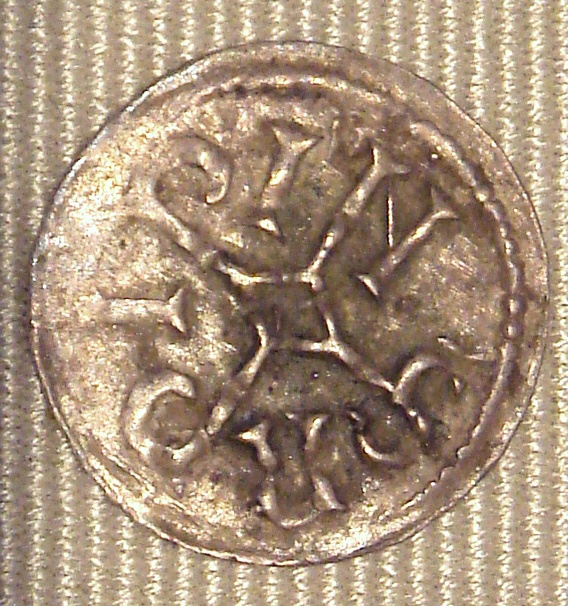
845년 또는 848년의 피핀 2세가 새겨진 데나리온 동전

피핀 2세(Pepin II of Aquitaine, 823년 - 864년)은 카롤링거 왕조 출신 아키텐의 세 번째 군주이다. 경건왕 루트비히의 손자이고 아키텐의 피핀 1세의 아들이다. 동생은 랭스 대주교 샤를이다. 838년부터 그는 아키텐의 군주였다. 그는 재위기간 내내 아키텐을 요구하는 배다른 삼촌 대머리 카를 2세와 전쟁을 벌였다. 종종 그와 같은 이름의 선조로 메로빙거 왕조 시대의 프랑크 왕국 궁재이자 프랑크 공작인 피핀 2세(714년 사망)과 혼동되기도 한다.
어머니는 마들렌느 출신 인고베르그 또는 인겔트루드로, 838년 12월 그의 아버지 아키텐의 피핀 1세가 갑자기 죽자 할아버지 경건왕 루트비히는 대머리 카를을 아키텐의 왕으로 봉했으나 아키텐의 귀족들은 그를 추대했다. 844년 카를 2세를 물리치고 아키텐의 주권을 확보하였다. 그 뒤 이복 삼촌 대머리 카를과 싸우다가 852년 무렵 대머리 카를에 의해 사로잡히고 강제 축출당했으며, 세인트 메다르의 감옥에 투옥되었다. 그의 동생인 샤를은 강제로 머리깎여서 승려가 되었다. 854년 독일인 루트비히의 도움으로 탈옥에 성공한 피핀 2세는 아키텐을 되찾기 위해 바이킹족 등과도 손잡았으나 864년 카를 2세에 의해 사로잡혀 생리스 감옥에서 사망했다.

## 생애

### 초기 활동
823년 당시 카롤링거 제국 황제 경건왕 루트비히 1세의 손자이자, 피핀 1세와 마들렌 출신 인고베르그(Ingoberge) 또는 인겔트루드(Ingeltrude)의 아들로 태어났다. 동생은 랭스 대주교 아키텐의 샤를이다. 일설에는 피핀 2세의 어머니는 니벨룽 가문 출신 테이베르트 마드리에(Thibert Madrie)의 딸 라이가르트(Ringarde)라는 설도 있다. 서프랑크 왕국의 역사가였던 니타르트에 의하면 피핀 2세는 아버지 피핀 1세의 장남이라 한다.
아버지 피핀 1세는 자신의 형 로타르 1세, 동생 독일인 루트비히와 함께 할아버지 경건왕 루트비히 1세에게 반항하여 쿠테타를 기도한 바 있다. 피핀 2세가 태어날 무렵 경건왕 루트비히 1세는 후처 바이에른의 유디트에게서 아들 대머리 카를 2세를 얻었고, 다시 상속령을 수정하여 세 아들에게 분배된 영토의 일부를 대머리 카를 2세 르 쇼브에게 알레만니아와 아키텐을 넘기려 하자, 로타르 1세, 피핀 1세, 독일인 루트비히 3형제는 반란을 일으키기도 했다.
피핀 2세의 할아버지 경건왕 루트비히 1세는 후처 유디트에게서 얻은 대머리 카를 2세 르 쇼브를 832년 9월 리모에서 개최된 제국의회에서 아키텐의 왕으로 임명했다. 이때 피핀 1세는 자신의 부왕 경건왕 루트비히 1세를 상대로 반란을 일으켰을 때였다. 그러자 피핀 2세의 아버지 피핀 1세를 비롯한 형제들의 부왕 경건왕 루트비히에 대한 반란은 더욱 격화되었다.

### 아키텐의 군주

#### 아키텐 국왕직 승계와 분쟁
아버지 피핀 1세는 아키텐의 국왕으로 있다가 정신질환의 발병으로 838년에 사망했다. 아키텐 주민들은 프랑크 왕국에서 분리독립하고 싶어하였고, 838년 12월 말, 아버지 피핀 1세의 죽음에 따라 피핀 2세가 아키텐의 군주로 내정되었다. 피핀 2세의 할아버지 경건왕 루트비히 1세는 후처 유디트에게서 얻은 대머리 카를 2세 르 쇼브를 아키텐의 왕으로 임명했다. 그러자 아키텐의 귀족들은 반발, 카바네의 아데마르(Ademar de Chabannes), 푸아티에 백작 에메노네(Emenone) 등은 황제의 명령에 불복종을 선언했다. 아키텐의 귀족들은 피핀 2세를 아키텐의 군주로 추대하였다. 아키텐 귀족들의 반발이 심화되고 피핀 2세가 사실상 국왕으로 추대되자 경건왕 루트비히 1세는 푸아투 지역을 공격했지만 아키텐 군사들에게 패배하고 자신의 계획을 철회했다. 카를은 832년 9월 리모에서 개최된 제국의회에서 아키텐의 왕으로 임명된 것을 근거로 아키텐의 왕위를 계속 요구했다.
839년의 보름스 제국의회에서 피핀 2세의 상속권을 박탈하고, 카를을 아키텐 왕으로 임명하며, 피핀 2세는 아헨으로 유학할 것을 지시했다. 경건왕 루트비히 1세는 아키텐에 사자를 보내 피핀 2세를 아헨으로 보내고 대신 총독을 파견하겠다고 하였다. 그러나 아키텐의 귀족들은 거부했다. 카를은 아키텐에 대한 통치를 선언했지만 아키텐의 귀족들은 카를을 거부했다. 이후 피핀 2세는 배다른 삼촌 대머리 카를 2세와 수시로 전쟁을 벌였다. 피핀 2세는 보름스 회의 직후 루트비히 2세 독일인에게 의탁, 작센과 튀링겐 등지를 오가며 생활했다.

#### 시민 전쟁
841년까지 아키텐은 총독의 통치하에 있었고, 아키텐의 총독은 피핀 2세의 큰아버지인 로타르 1세였다. 조부 경건왕 루트비히 1세가 사망하면서 대머리 카를은 다시 아키텐을 요구했고, 841년 피핀 2세는 다시 대머리 카를와 퐁트누아 앙 퓌세(Fontenoy-en-Puisay)에서 맞붙었다. 이때 로타르 1세는 피핀을 지원하였다. 841년 피핀 2세와 대머리 카를 2세의 퐁트누아 전투에 큰아버지 로타르 1세가 지원하였으나 피핀 2세가 크게 패배하였다. 로타르 1세와 독일인 루트비히가 피핀을 지원했고, 퐁트누아 전투에서 결국 대머리 카를 2세를 꺾고, 피핀 2세는 정식으로 아키텐 왕국을 통치할 수 있었다. 피핀에게 아키텐이 반환되자 대머리 카를은 반발, 이후에도 전쟁을 계속하였다. 이후 피핀 2세의 실질적 통치는 848년 또는 852년까지였다.
841년부터 843년 카를 2세와 독일인 루트비히가 손잡고 로타르 1세를 상대로 전쟁을 벌이자, 피핀 2세는 로타르 2세의 휘하 장수의 한 사람으로 활약하였다.(→시민 전쟁) 이 전쟁에서 독일인 루트비히의 군사가 로타르 1세의 군대를 꺾었는데, 이때 대머리 카를은 가스코뉴에 있는 피핀에게 보냈다. 피핀 2세는 카를 2세의 사자를 보자마자 구타하였다. 피핀 2세는 다시 아키텐으로 후퇴하여 카를 2세를 상대로 전쟁을 계속하였다. 피핀은 아키텐으로 돌아가 카를 2세가 대리 통치자로 파견한 툴루즈 백작 베른하르트 드 셉티마니아(Bernhart de Septimania)를 물러나게 했다.
842년 또는 843년에 피핀 2세는 서프랑크를 침공, 툴루즈 지역을 차지했다. 그러나 툴루즈와 라우구에(Rouergue)의 백작 툴루즈의 프레도론(Frédolon)가 그를 배신하여 카를의 편에 가담하였다. 844년 피핀 2세는 바이킹 족 모험가 야를 오스카에게 도움을 청했다. 피핀은 야를 오스카에게 서프랑크 왕국의 땅을 약탈해서 정복하면 그 지역에 정착지를 주겠다고 하였다. 피핀과 야를 오스카는 서프랑크 왕국의 가론과 툴루즈 일대를 약탈했다. 843년 피핀 2세는 카를 2세와 사로나 섬(Saona)에서 평화 조약을 체결하였다. 그해에 시민 전쟁이 종료되고, 로타르 1세, 독일인 루트비히, 대머리 카를이 프랑크 왕국의 영토분할을 할 때, 서프랑크 왕국의 카를 2세에게는 아키텐, 툴루즈와 셉티마니아 등도 분배되었다.

#### 베르덩 조약 이후
베르덩 조약 조문 중에 네번째 항목 피핀은 아키텐을 통솔하되 카를 2세를 주군으로 섬긴다는 조항에 대해 피핀은 반발했다. 844년 피핀 2세는 툴루즈의 카운티들과 툴루즈 시내를 공격하여 포위했으며, 셉티마니아의 베른하르트 등을 체포했다. 그해 로타르 1세의 지원으로 카를 2세를 피레네 산맥에서 물리치고 아키텐의 주권을 확보하였다. 845년 6월 5일 피핀은 생 브누아-쉬르-루아르에서 카를 2세와 협정하였다. 아키텐 지역의 푸아투, 상통주(Saintonge), 앙구모아(Angoumois)를 카를 2세에게 할양하는 조건으로 단기간 휴전하였다. 845년의 로타르 1세와 독일인 루트비히, 대머리 카를은 편지 서신에서 피핀 2세를 카를 2세의 가신으로 논정하였고, 카를 2세는 845년 생 브누아-쉬르-루아르에서 피핀 2세를 아키텐의 전 지역의 주지사로 임명한다고 발표했다. 피핀은 자신이 카를 2세의 가신으로 정한 것과, 왕에서 주지사로 격하된 지위를 승복하지 않았다.
845년 보르도 공작 세귄이 피핀에게로 망명해왔다. 피핀은 카를 2세의 휘하에 있던 세귄을 설득해 왔다. 피핀은 세귄에게 줄 정착지로 바스코눔(Wasconum) 공작령을 신설하고 공작에 임명했다. 그러나 세귄은 1년만인 846년에 사망한다. 동시에 피핀 2세는 가스코뉴의 백작 산초 2세 산시온에게 도움을 청했다. 산초 2세 산시온은 그의 아버지 피핀 1세가 자신의 아버지 루트비히 경건왕을 상대로 전쟁할 때 도운 인물이었다. 그러나 카를 2세의 충실한 지지자가 된 산초 2세는 그의 요청을 거절한다. 한편 보르도는 아키텐의 가장 큰 도시로, 보르도 지역이 대머리 카를 2세의 수중에 들어가자 불만을 품은 시민들의 도움으로 보르도는 바로 847년 야를 오스카의 바이킹 군대에 의해 탈환, 회복되었다. 시민들 중에는 유대인 및 피핀 2세의 지지파 게릴라들도 있었다. 한편 피핀 2세는 이교도 해적과도 손을 잡았다. 한편 피핀은 과음과 다소 나태한 생활에 빠졌고, 848년 무렵에 이르러 아키텐 귀족들 중 피핀에 대한 지지도는 줄어들었다. 848년 6월 6일 서프랑크의 대머리 카를은 다시 자신이 아키텐 왕임을 선언하였다. 동시에 피핀 2세의 동생 아키텐의 샤를이 아키텐 왕국에 대한 권리를 주장하고 나섰다. 피핀 2세는 오를레앙에서 대머리 카를에게 체포, 구금되었다. 한편 아키텐의 샤를은 848년 6월 6일 오를레앙에서 자신이 아키텐의 국왕이라고 선언하였다. 이후 1년 안에 아키텐의 귀족들 중 상당수는 피핀 2세에 대한 지지를 철회하였다.
보르도를 정복한 후 피핀과 바이킹은 툴루즈 변경백 셉티마니아의 기욤 2세를 사로잡아 다시 보르도로 돌아왔다. 피핀 일행은 기욤 등과 함께 셉티마니아로 갔다. 피핀 2세의 봉신인 프레들롱 변경백은 대머리 카를에게 투항, 툴루즈를 프랑스의 카를에게 인도했다. 849년 카를은 기욤 대신 로엘의 프레데론을 툴루즈 백작으로 임명하고, 백작령으로 승격시켜 주었다. 피핀 2세는 기욤을 앞세워 전쟁(셉티마니아 전쟁)을 일으켰다. 기욤은 스페인으로 내려가 바르셀로나를 공략, 백작 수니프리드(Sunifred)의 죽음으로 별 어려움 없이 바르셀로나에 입성, 바르셀로나에서의 자신의 지위를 주장했다. 그러나 곧 카를의 지원군에 의해 패퇴하게 된다.
849년 3월 피핀 2세는 이탈리아의 로타르 1세에게 도움을 요청했지만, 오히려 피핀 2세는 투르 백작에 의해 체포되었다. 851년 카를 2세는 수아송에서 의회를 개최하고 피핀 2세의 해임을 선언했다. 그러나 아키텐의 귀족들은 카를 2세의 결정에 반발했다.

### 체포와 투옥, 최후
852년 9월 피핀 2세는 가스코뉴의 백작 산초 2세 산시온에게 갔다가 그에게 체포되어 동생 샤를과 함께 서프랑크의 대머리 카를 2세에게 넘겨졌다. 피핀2세는 수아송의 세인트 메다르(Saint Médard) 수도원에 감금되었다. 피핀 2세를 체포한 공로로 카를 2세는 가스코뉴의 백작 산초 2세 산시온을 공작으로 승격시켰다. 이때 독일인 루트비히와 대머리 카를 2세와 전쟁을 벌였고, 청년 루트비히를 보내 대머리 카를 2세와 교전하였다. 전쟁은 855년 청년 루트비히가 리모(Limoges) 지역 일대를 되찾을 때까지 계속되었다. 이때 독일인 루트비히는 자신의 아들 청년 루트비히를 아키텐으로 보내 피핀 2세와 샤를을 탈출시키게 했다. 청년 루트비히는 피핀 2세의 탈출 소식을 확인한 후에 바이에른으로 퇴각하였다.
854년 형제 샤를과 함께 세인트 메다르 수도원에서 탈출에 성공한 피핀 2세는 대머리 카를 2세에 맞서 싸울 바이킹 족 용병을 고용하였다. 피핀은 자신의 옛 영토에 바이킹 족의 정착을 주도했다. 대머리 카를 2세의 아들 유아왕 샤를은 군사를 이끌고 푸아티에 지역을 공격하였다. 855년 10월 라모에서 열린 아키텐의 귀족회의에서 유아왕 샤를을 아키텐 왕으로 선정하였다. 그러나 피핀 2세는 자신의 옛 영토인 루아르 계곡과 푸아티에, 앙굴렘, 페리, 리모, 클레르몽, 부르주 등을 차례로 회복하였고, 대머리 카를 2세는 피핀 2세를 진압하려고 힘썼다.
859년 피핀 2세는 로베르 강철공 및 브리튼의 주교 솔로몬 등과 동맹을 맺었다. 다시 카를과의 전투를 시작했으나 작은 승리를 몇번 거두었다. 이후 그는 바이킹 족에게 의탁하며 떠돌이 생활을 하였다.
864년 무렵 피핀 2세가 바이킹 족에 가입해서 바이킹이 된 것으로 기독교 사회에 확산되었으며, 기독교식 예배 대신, 바이킹 족의 하나로 살며 바이킹의 신을 숭배했다는 소문이 돌았다. 그는 툴루즈 지역을 공격할 때 바이킹 족에 합류되었다. 그러나 피핀은 툴루즈 지역을 공략하던 중, 카를 2세의 추격자에 의해 사로잡혔다. 그는 864년 황제 이탈리아인 루트비히의 명의의 파이스트레스의 칙령에 의해 면직되고, 피핀 2세는 곧 사형이 선고되었으나 한등급 감하여 상 리스 감옥에 수감되었다. 864년 피핀은 상 리스 감옥에서 옥사하였다.

## 가족 관계
랭스의 주교 힝크마르(Hincmar)의 기록에 의하면 이름은 언급되지 않았으나, 피핀 2세에게는 아내가 있었다고 하며, 그 아내는 피핀 2세의 가까운 친척으로 근친혼이었다고 비판하였다.
- 아버지 : 피핀 1세
- 어머니 : 인고베르그 또는 인겔트루드
  - 형제 : 아키텐의 샤를
- 부인 : 이름 미상
  - 딸 : 아바(Saint Ava), 베네딕토 수녀원 원장

## 같이 보기
- 아키텐의 피핀 1세
- 카를 2세
- 독일인 루트비히
- 로타르 1세
- 경건왕 루트비히
- 아키텐
- 카롤링거 왕조

## 참고 자료
- Pierre Riché, Les Carolingiens, une famille qui fit l'Europe, Paris, Hachette, coll. « Pluriel », 1983 (réimpr. 1997), 490 p. (ISBN 2-01-278851-3)
- Jean-Charles Volkmann, Bien connaître les généalogies des rois de France, Éditions Gisserot, 1999 (ISBN 2-877472086)
- Michel Mourre, Le Petit Mourre. Dictionnaire d'Histoire universelle, Éditions Bordas, avril 2007 (ISBN 978-2-04-732194-2)

| 전임 피핀 1세 | 아키텐의 왕 838년 - 864년 | 후임 대머리왕 카를 2세 유아왕 카를 3세 |